# Susanne Ehrenfried
Susanne Ehrenfried (* 1961 in Heilbronn) ist eine deutsche Kunsthistorikerin und Kuratorin. Seit 1996 leitet sie die Munich Re Art Collection in München.

## Leben
Ehrenfried studierte Kunstgeschichte, Neuere Deutsche Literatur, Kommunikationswissenschaften und Philosophie an der Ludwig-Maximilians-Universität in München. Sie promovierte über das Porträt bei Gerhard Richter. Seit 1996 ist sie Kuratorin der Munich Re Art Collection. Von 2007 bis 2012 unterrichtete sie mit dem Schwerpunkt auf die Prozesse des zeitgenössischen Kunstmarktes an der Akademie der Bildenden Künste in München. Ehrenfried war und ist Mitglied in zahlreichen Jurien und Kuratorien, beispielsweise im Kulturkreis der Deutschen Wirtschaft (seit 2000 im Gremium Bildende Kunst, das den jährlichen Ars Viva Preis verleiht, sowie seit 2012 als stellvertretender Vorstand im Arbeitskreis Corporate Collecting).
Ehrenfried hat vornehmlich Publikationen und Artikel zur zeitgenössischen Kunst veröffentlicht.

## Publikationen
- Ohne Eigenschaften. Das Portrait bei Gerhard Richter. Springer, Wien / New York 1997, ISBN 3-211-82964-4 (zugleich Dissertation, Universität München, 1996).
- (Hrsg.): 17072008 die wa(h)re Kunst. Künstler zwischen Akademie und Markt. Schreiber, München 2009, ISBN 978-3-88960-107-0.
- Susanne Ehrenfried, Benjamin Bergmann: In: On photography. Martin Fengel [anlässlich der Ausstellung Martin Fengel, Museum Villa Stuck, München, 16. April 2012 bis 7. Juni 2013]. Kerber, Bielefeld, Berlin 2013, ISBN 978-3-86678-861-9, S. 138–141.
- Susanne Ehrenfried, Matthias Mühling: In: Playtime. Eine Kooperation der Städtischen Galerie im Lenbachhaus mit Munich Re zum Thema Arbeit. E-Book zur Ausstellung im Kunstbau, 2014.